# ポイ (料理)
ポイ（ハワイ語: poi、popoi）は、タロイモの球茎から作るポリネシアの主食を指す、ハワイの言葉である。ポイは、伝統的にはイム（地面を掘ったかまど）で蒸し焼きされた球茎を、木製のボード（パパクイアイ、ハワイ語: papa kuʻiʻai)にのせ、石製の打ち器（クイアイポハク、ハワイ語: kuʻi ʻai pōhaku）で粘りが出るまで叩きすりつぶすことによって作られる。すりつぶす時や食べる際には、液状あるいはパン生地程度の固さなど、好みの程度になるように水が加えられる。
サモアにおけるポイは熟したバナナとココナッツクリームから作るデザートのことを指し、タヒチのポイはバナナかパパイア、あるいはマンゴーをキャッサバとココナッツクリームで調理した甘いプリンのような料理を指すので、どちらもタロイモから作られたポイとは異なる。

## 歴史と文化

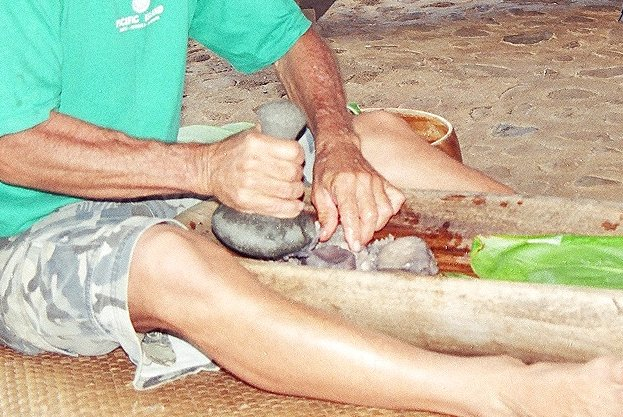
伝統的なポイ作り

ハワイでは器に供されたポイはとても大切で神聖なものと考えられており、家族の食事においてポイの器の覆いが外された際にはいつも、ハワイの人々の祖先であるハーロア（ハワイ語: Hāloa）の霊が臨在していると信じられている。これは、ハワイではタロイモがハワイの人々の祖先であったと信じられているためである。そのため、家族の間でのいさかい事も、直ちにやめなければならない。
硬めに出来上がったポイはパイアイと呼ばれ、伝統的にはティーリーフで大きな茶巾状に包まれ移動が可能な状態で保存された。またその包みは神への儀式を行う際のお供えに欠かせない重要な食べ物だった。
ペストや労働力の不足による近年のタロイモの生産量の不足によって、ハワイでのポイが貴重になり、値段も高騰している。同時に、ポイの生産法の高度化により、ポイは日持ちするようになり、その味は甘くなった。しかし、そのようなポイは特に高値で売られ、保存には冷蔵庫が必要である。

## 伝統的製法の復活
現代になって近代的な作り方が主流となり、パパクイアイとクイアイポハクを使った伝統的な作り方はハワイの伝統を守る少数の人達の間で受け継がれていた。しかし商業的にポイの伝統的製造法が認められたのはある雑誌の記事がきっかけだった。この記事によってハワイの伝統文化の復活に更なるはずみを付けた。

## 食料
ポイはペーストのような食感で、繊細な香りである。香りは、ポイが作られるとはっきりと変化する。新鮮なポイは甘く、そのままで食べられる。作ってから数日経つと甘さがなくなり、わずかに酸っぱくなる。このため、ミルクや砂糖と混ぜて食べるのを好む人もいる。この発酵の速度はポイの中の細菌の量に依存する。酸化の速度を遅らせるために、ポイは台所の戸棚などの低温で暗いところに保存される。ポイを冷蔵庫で保存する場合は、すぐに袋からボールに移して表面に水を張る必要がある。
酸っぱくなったポイもロミロミサーモン等と合わせて食べたり、料理の材料に使うことができる。酸化は冷凍や脱水によって防ぐことができるが、ポイの味は薄くなってしまう。冷凍ポイの解凍は、表面に水を張って電子レンジで加熱すると良い。

## その他の利用
ポイは栄養価が高いため、牛乳アレルギーの赤ちゃんのためのミルクの代用品として用いることができる。また、食物アレルギーを持つ赤ちゃんのためのベビーフードにもなる。